# Marpissa bina
Marpissa bina es una especie de araña saltarina del género Marpissa, familia Salticidae. Fue descrita científicamente por Hentz en 1846.
Habita en los Estados Unidos.